# Tom Cusack
Tom Cusack (6 de setembro de 1993) é um ruguebolista de sevens australiano.

## Carreira
Tom Cusack integrou o elenco da Seleção Australiana de Rugby Sevens 8º colocada na Rio 2016.